# Jädaberi
Jädaberi è un comune (corregimiento) della Repubblica di Panama situato nel distretto di Nole Duima, comarca di Ngäbe-Buglé. Si estende su una superficie di 66,9 km² e conta una popolazione di 1.476 abitanti (censimento 2010).